# Benozzo Gozzoli

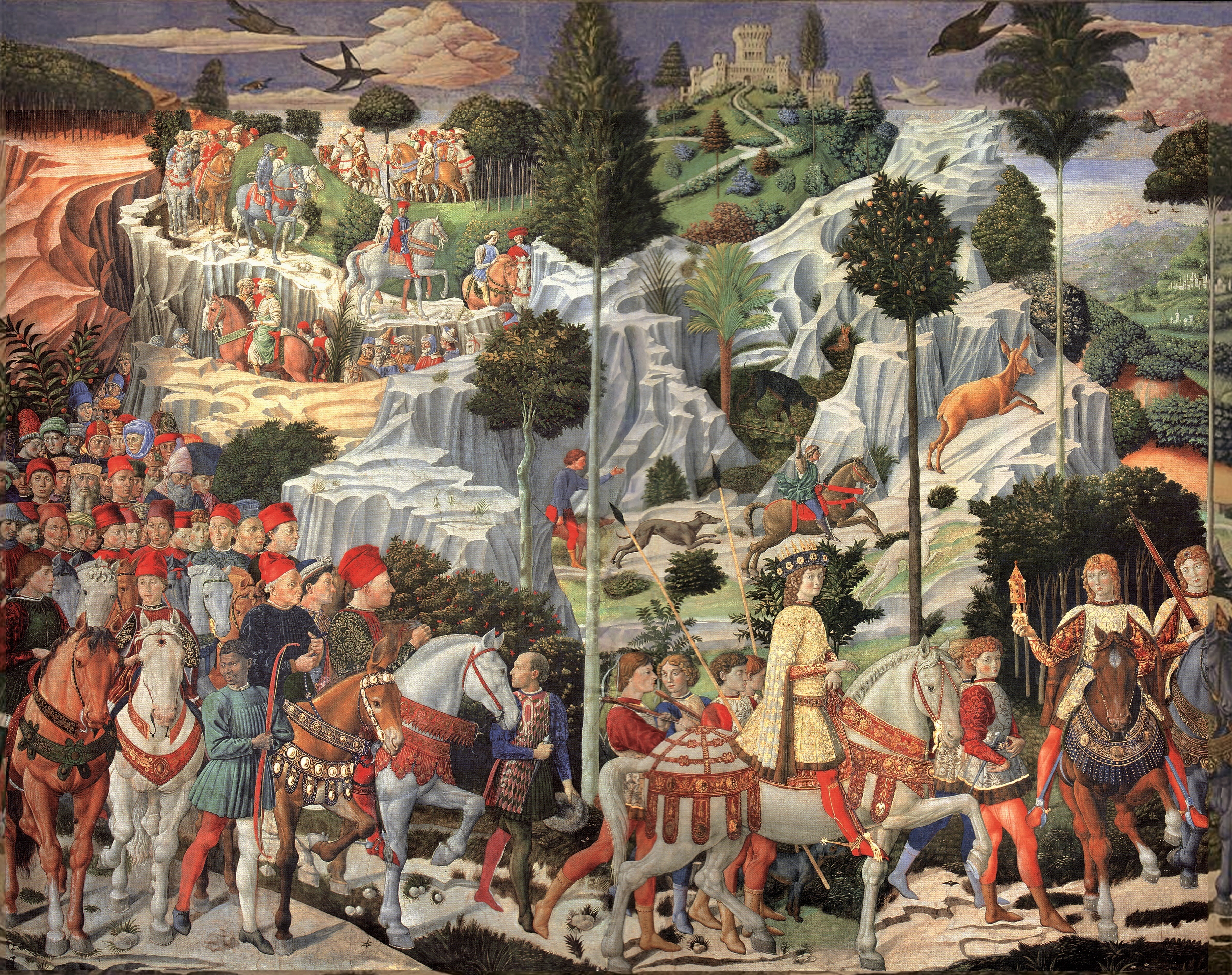
Três Reis Magos, afresco no Palazzo Medici-Riccardi.

Benozzo Gozzoli  (1421 - 1497) foi um pintor italiano, de Florença, que fez parte do começo da Renascença.  Seu trabalho mais conhecido é uma série de murais (afrescos) para o Palazzo Medici-Riccardi, em Florença, representando vibrantes procissões e uma impressionante riqueza de detalhes, com influência marcante do Gótico internacional. 
Nasceu na cidadezinha de Sant'Ilario a Colombano e mudou-se para Florença em 1427. Foi aprendiz de Fra Angelico. Trabalhou de 1444 a 1447 com Lorenzo e Vittorio Ghiberti na execução da Porta do Paraíso, no Batistério de São João. Trabalhou em Roma, também com Ghiberti, na decoração de capelas no Palácio Apostólico do Vaticano, na Santa Maria sopra Minerva, na Santa Maria in Aracoeli  e na Catedral de Orvieto, na Úmbria.
Em 1449, deixou Angelico e mudou-se para a Úmbria e depois para Perugia. Em 1459, finalizava a série de afrescos para o Palazzo Medici-Riccardi, na Capela Magi. Em 1464, Gozzoli partiu de Florença para a Toscana. Seu trabalho então começou a sofrer a influência de Filippo Lippi, junto com o já marcante traço de Angelico. Nessa época, recebeu a cooperação de Giusto d'Andrea. 
Em 1467, começou, no Campo Santo de Pisa, uma vasta série de pinturas murais. Havia 24 representações, desde episódios do Velho Testamento, desde A Invenção do Vinho por Noé até a Visita da Rainha de Sabá. Ele recebeu a encomendo com o acordo de receber dez ducados por cada afresco. A grande quantidade de detalhes nas obras fez com que o trabalho fose feito vagarosamente, levando mais tempo que o estipulado. Nas representações, pintou retratos de personalidades da cidade, como Cosme de Médici, Lorenzo de Medici, Angelo Poliziano e até mesmo um auto-retrato seu. Toda essa obra, provavelmente feita com a ajuda de Zanobi Macchiavelli, durou cerca de 16 anos. 
Gozzoli morreu em Pistoia, em 1497. Recebeu em 1478 um túmulo no Campo Santo como agradecimento da cidade por sua obra.  
Suas obras estão hoje nos seguintes locais:
- Galeria Nacional de Londres
- Florença
- Santa Maria sopra Minerva
- Montefalco
- Santa Maria in Aracoeli, Roma
- Museu do Vaticano
- Palazzo Medici Riccardi, Florença
- Pinacoteca di Brera, Milão